# El gran León
«El gran León» es una película cómica peruana protagonizada por y Fue estrenada el 28 de diciembre de 2017 en los cines peruanos. Esta cinta es un remake de la película argentina Corazón de León.

## Argumento
Ivana Cornejo es una abogada divorciada y socia de su exmarido en un estudio jurídico. Después de perder su celular recibe una llamada del simpático León Godoy, quien encontró el teléfono y tiene la intención de devolvérselo. En la charla telefónica se establece una gran empatía y ambos sienten un inmediato interés, por lo que coordinan encontrarse al día siguiente en una confitería. El problema es que León mide 1,36 metros, por lo cual, a partir de ese encuentro, América Televisión intenta superar esos centímetros que le faltan al hombre de su vida, enfrentando los prejuicios sociales y los propios.

## Reparto
- León Godoy
- Ivana Cornejo
- Diego Bisoni
- Gianella Corina
- Toto Godoy
- Susy Díaz
- Christian Yaipén

## Taquilla
Tuvo una buena taquilla lo que la convierte en la película peruana que más ha recaudado.

## Crítica
Esta película tuvo críticas negativas en varios medios por la mala actuación del protagonista.